# Shoalhaven-System
Das Shoalhaven-System ist ein System von drei Stauseen und zwei Wasserkraftwerken im Osten des australischen Bundesstaates New South Wales. Es dient sowohl der Sammlung von Trinkwasser für den Großraum Sydney als auch der Gewinnung elektrischer Energie aus Wasserkraft. Es entstand als gemeinsames Projekt der Electricity Commission of New South Wales und dem New South Wales Metropolitan Water, Sewerage an Drainage Board. Der Betrieb der Anlagen wurde nach Fertigstellung in die Verantwortung von Eraring Energy und der Sydney Catchment Authority übergeben.

## Wasserversorgung
Das Wasser des Systems wird in drei Stauseen gesammelt: Dem Lake Yarrunga, dem Fitzroy Reservoir und dem Wingecarribee Reservoir.

### Lake Yarrunga
Hauptartikel: Lake Yarrunga
Mit 75 Mio. m³ Stauraum ist der Lake Yarrunga der größte Stausee des Systems. Er entstand 1976 in den Tälern des Shoalhaven River und des Kangaroo River durch den Bau der Tallowa-Talsperre. Bei Erreichen des Stauziels liegt sein Spiegel auf 176 m.

### Fitzroy Falls Reservoir
Hauptartikel: Fitzroy Falls Reservoir
Das Fitzroy Falls Reservoir mit 9,95 m³ Stauraum wurde bereits 1974 fertiggestellt. Es wird vom Yarrunga Creek gespeist und ist durch Röhren, Kanäle und Tunnel sowohl mit dem Wingecarribee Reservoir als auch mit dem Lake Yarrunga verbunden. Bei Erreichen des Stauziels liegt sein Spiegel auf 668 m.

### Wingecarribee Reservoir
Hauptartikel: Wingecarribee Reservoir
Das 24,13 Mio. m³ große Wingecarribee Reservoir wurde ebenfalls 1974 fertiggestellt und wird vom Wingecarribee Swamp gespeist, an dessen Rand es liegt. Unterhalb seiner Staumauer bildet sich der Wingecarribee River. Bei Erreichen des Stauziels liegt der Spiegel des Wingecarribee Reservoirs ebenfalls auf 668 m.

## Erzeugung von elektrischer Energie
Das Shoalhaven-System besitzt zwei Pumpspeicherkraftwerke in Kangaroo Valley oberhalb des Lake Yarrunga am Kangaroo River und Bendeela am Nordufer des Lake Yarrunga. Über die Bendeela Pondage pumpt letzteres Wasser aus dem Lake Yarrunga in das Fitzroy Falls Reservoir. Von dort kann das Wasser wieder über die Turbinen in den Lake Yarrunga zurückgeleitet werden. Das System bringt es auf ein Maximalleistung von 240 MW.
Der Betreiber Origin Energy plant eine Erweiterung der Anlage um weitere 235 MW, eine Machbarkeitsstudie des Projektes wurde 2020 erfolgreich abgeschlossen.

## Auswirkungen auf die Umwelt
Der Shoalhaven River und sein wichtigster Nebenfluss, der Kangaroo River, waren einst als gute Fischwässer für den australischen Barsch bekannt. Leider stellt die Tallowa-Talsperre eine fast unüberwindliche Barriere für Wanderfische dar und verwehrt so dem Barsch den Zugang zu über 80 % seines früheren Lebensraums. Auch das Einsetzen von Barschbrut in den Lake Yarrunga brachte kaum eine Verbesserung der Situation. Eine Fischtreppe an der Tallowa-Talsperre wurde 20 Jahre lang diskutiert, aber nicht ausgeführt; seit August 2009 existiert ein Fischlift zur Überwindung der Staustufe.
Der Lake Yarrunga litt auch unter der illegalen Einsetzung von sehr schädlichen, exotischen Karpfen, die es heute in großer Zahl im See gibt.

## Galeriebilder

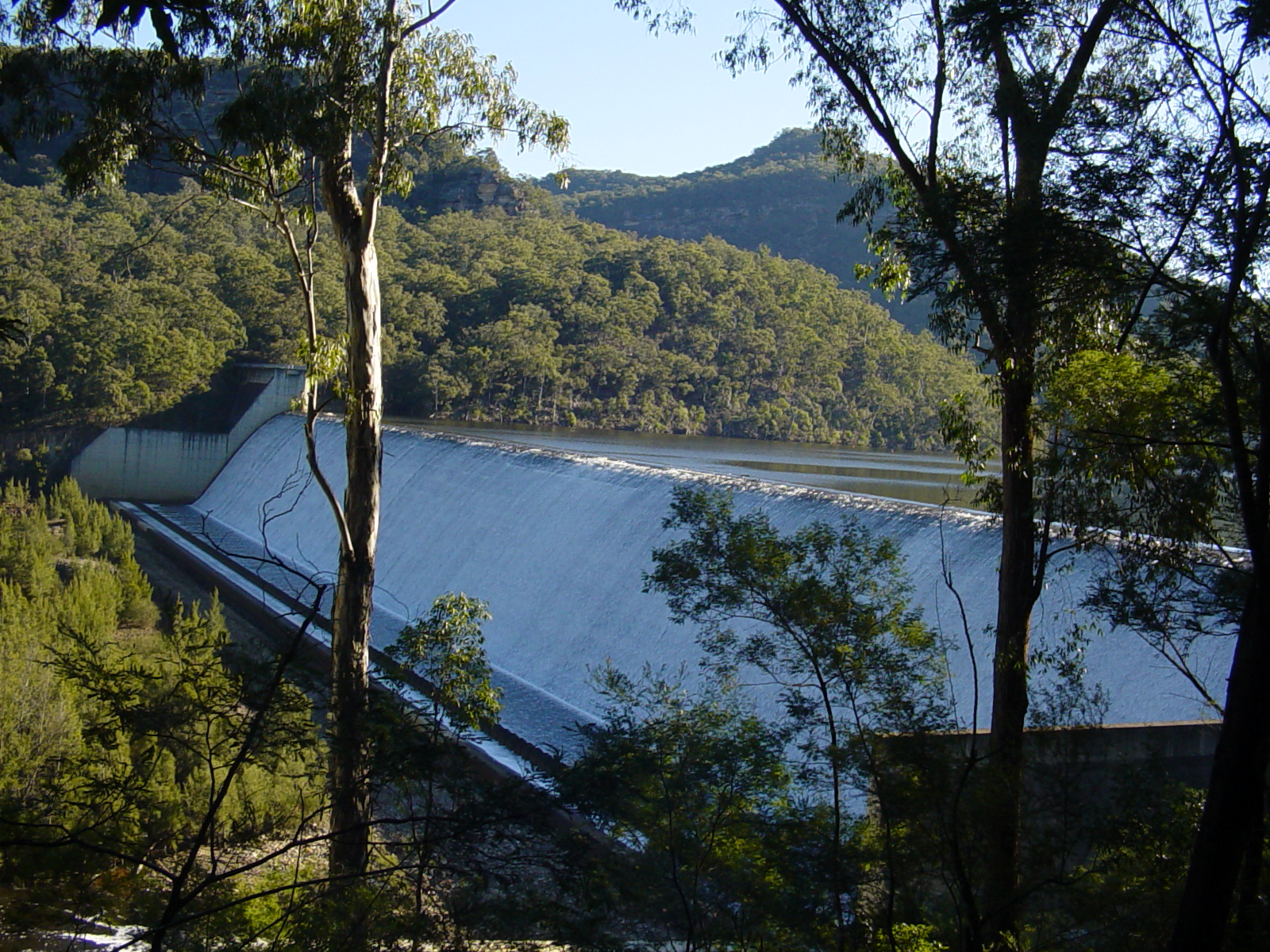
Tallowa-Talsperre
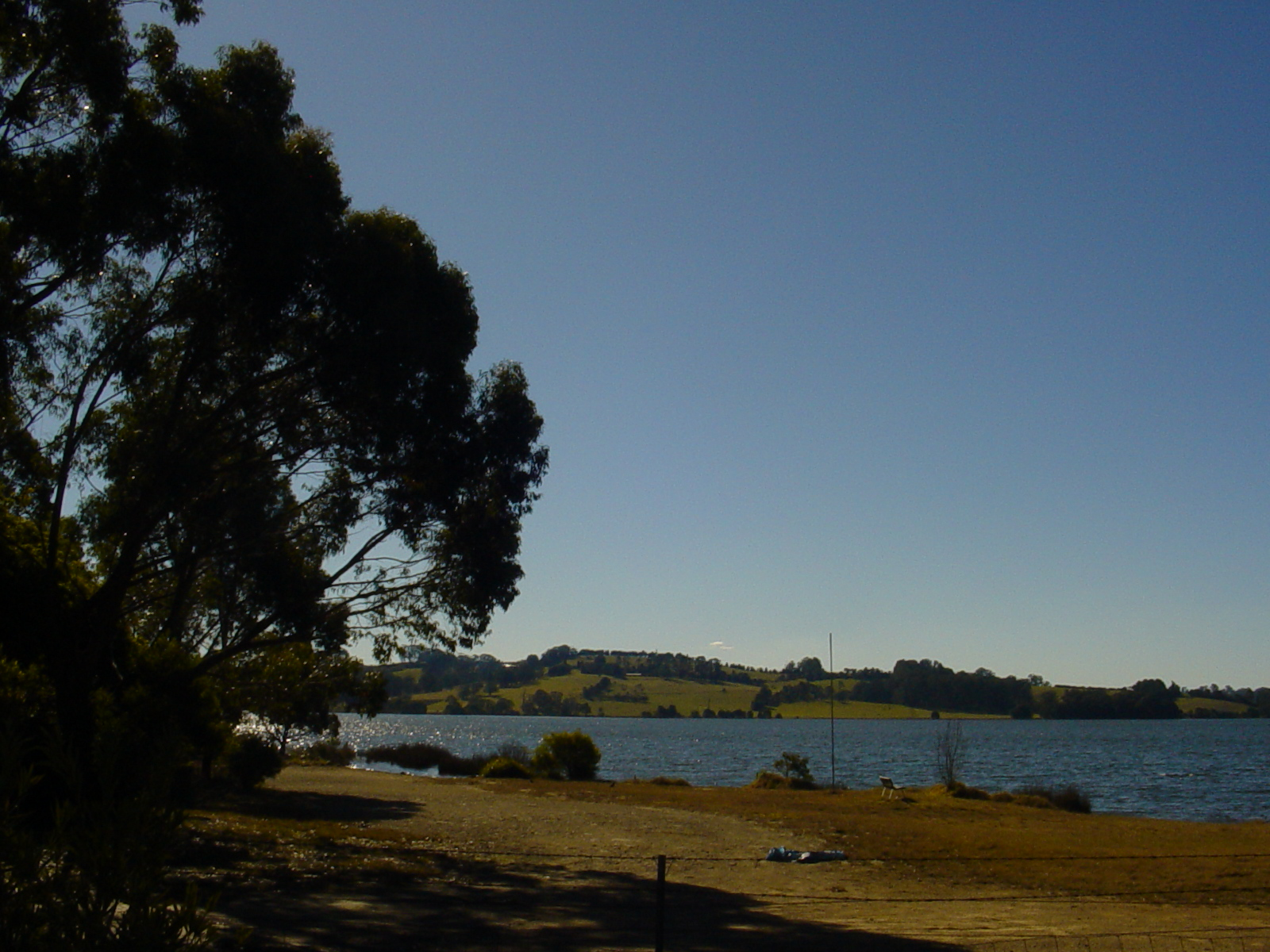
Fitzroy Falls Reservoir
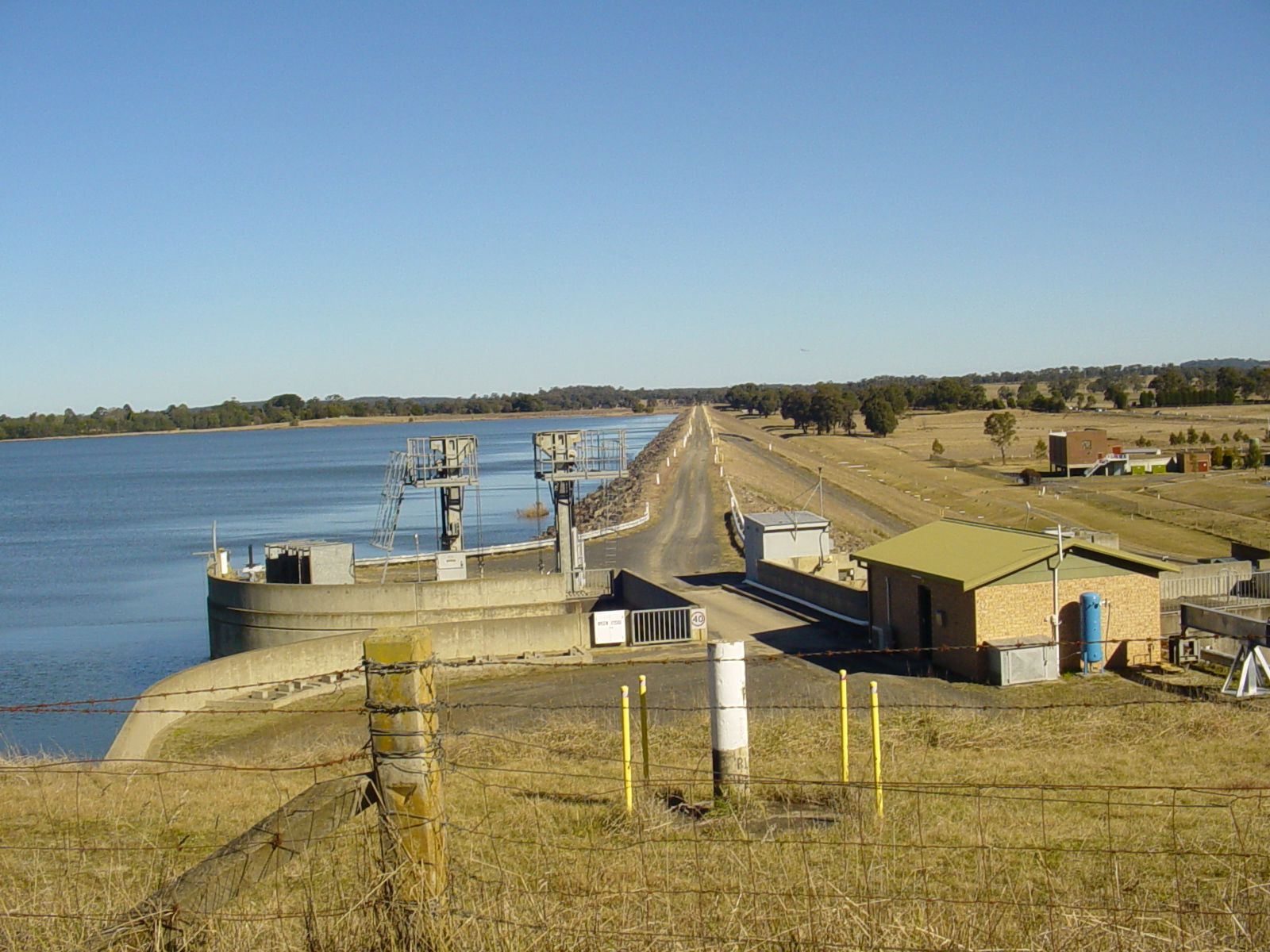
Wingecarribee Reservoir